# Linda Smith
Linda Ann Simpson, coniugata Smith (La Junta, 26 luglio 1950), è una politica statunitense, membro della Camera dei Rappresentanti per lo stato di Washington dal 1995 al 1999.

## Biografia
Nata nel Colorado, dopo l'abbandono del padre e il nuovo matrimonio della madre, Linda si trasferì con la famiglia a Vancouver, nello stato di Washington. Pochi anni dopo la madre morì per un tumore lasciando sei figli e in seguito il patrigno si risposò.
A diciotto anni Linda sposò un ingegnere e la coppia ebbe due figli. Negli anni ottanta la Smith entrò attivamente in politica con il Partito Repubblicano e dopo aver servito nella legislatura statale, nel 1994 decise di candidarsi alla Camera dei Rappresentanti. In breve tempo organizzò una campagna elettorale come candidato write-in per le primarie repubblicane e riuscì ad aggiudicarsi la competizione. Nelle elezioni generali fronteggiò la deputata democratica Jolene Unsoeld e la sconfisse, sull'onda di quella che venne definita la "rivoluzione repubblicana" (in quella tornata elettorale infatti molti repubblicani vinsero seggi appartenenti ai democratici riuscendo a conquistare la maggioranza al Congresso).
Nel 1996 ottenne un altro mandato da deputata, superando per pochissimi voti l'avversario democratico Brian Baird. Due anni dopo rinunciò a candidarsi per un terzo mandato, ma chiese agli elettori un mandato al Senato. Nella competizione affrontò la senatrice in carica Patty Murray, che la sconfisse con un ragguardevole margine di scarto (58% a 42%). Il seggio vacato dalla Smith venne vinto proprio da Brian Baird, che lei aveva battuto nelle elezioni precedenti.
Dopo aver lasciato il Congresso la Smith fondò un'associazione no profit, la Shared Hope International. Questa organizzazione si occupa di combattere la tratta di esseri umani e il turismo sessuale, soprattutto quello basato sulla prostituzione dei minori.